# Siniša Martinović
Siniša Martinović (* 19. Dezember 1980 in Tuzla, SR Bosnien und Herzegowina, SFR Jugoslawien, heute Bosnien-Herzegowina) ist ein ehemaliger kroatisch-deutscher Eishockeytorwart, der unter anderem 17 Partien in der Deutschen Eishockey Liga (DEL) absolvierte, den Großteil seiner Karriere aber in der 2. Bundesliga und DEL2 verbrachte. Dort war er unter anderem acht Jahre lang für die Bietigheim Steelers aktiv. Seit 2021 arbeitet er als Torwarttrainer, zuletzt für die Augsburger Panther in der DEL.

## Karriere
Siniša Martinović begann seine Karriere beim EV Füssen. In der Saison 1999/00 kam er zu sieben Einsätzen in der Regionalliga. Im nächsten Jahr absolvierte Martinović 27 Partien in der Oberliga. Nach zwei Jahren in der ersten Mannschaft seines Heimatvereins wechselte er zur Saison 2001/02 als Backup hinter Radek Tóth zum ETC Crimmitschau in die 2. Bundesliga. Im nächsten Jahr spielte der Torhüter für die Heilbronner Falken, bei denen er hinter dem gesetzten Marko Suvelo sechs Einsätze hatte. Zur Saison 2003/04 wechselte Martinović zum SC Bietigheim-Bissingen. 2004 kehrte er für ein Jahr zum ETC Crimmitschau zurück, wo er sich als Stammtorhüter durchsetzte. Nach dieser guten Saison wechselte er zu den Kassel Huskies in die Deutsche Eishockey Liga. Hinter Joaquin Gage kam er zu insgesamt fünf Spielen. Von dort führte es Martinović zum Ligakonkurrenten Straubing Tigers und er wurde per Förderlizenz auch bei den Landshut Cannibals in der 2. Bundesliga eingesetzt. Zur Saison 2007/08 kehrte er erneut zum ETC Crimmitschau zurück, lieferte sehr gute Leistungen ab und führte den Abstiegskandidaten in die Playoffs. In der folgenden Saison spielte Martinović wieder für den SC Bietigheim-Bissingen und wurde mit den Steelers, auch aufgrund seiner Leistungen, deutscher Zweitliga-Meister. Da man in Bietigheim-Bissingen aber auf das Aufstiegsrecht verzichtete, bestritt er auch die nächste Saison in der 2. Bundesliga. Dort kam Martinović mit den Steelers bis ins Halbfinale.
Zur Saison 2010/11 wechselte der gebürtige Kroate erneut in die DEL und unterschrieb bei den Iserlohn Roosters einen Jahresvertrag. Dieser wurde jedoch im November 2010 im gegenseitigen Einvernehmen aufgelöst. Im Dezember erhielt er einen Einmonatsvertrag bei Iserlohns DEL-Rivalen Hamburg Freezers, da diese in diesem Zeitraum nur einen Torwart zur Verfügung hatten. Anfang Januar 2011 wurde Martinović von den Schwenninger Wild Wings aus der 2. Bundesliga verpflichtet, die sich vor Ende der Wechselfrist auf der Torhüterposition absichern wollten. Zur Saison 2013/14 wechselte Martinović zu den Heilbronner Falken, die er nach einem Jahr aber wieder in Richtung Bietigheim Steelers verließ. Zur Saison 2019/20 wechselte Martinović innerhalb der DEL2 zum EC Bad Tölz und stand dort bis zum Ende der Saison 2019/20 unter Vertrag.

### International
Siniša Martinović vertrat die kroatische Nationalmannschaft bei fünf internationalen Turnieren, darunter vier Weltmeisterschaften. Bei der Weltmeisterschaft 2001 der Division I erreichte das Nationalteam den vierten Platz (24. Platz insgesamt). Im nächsten Jahr stand bei der Weltmeisterschaft 2002 der Division I der fünfte Platz zu Buche (26. Platz insgesamt). Die Weltmeisterschaft 2003 der Div. I, die in Kroatien stattfand, wurde für Martinović nicht erfolgreich. Der sechste Platz (27. Platz insgesamt) bedeutete den Abstieg vor eigenem Publikum. Erstmals kam der Torhüter auch nicht in allen Spielen zum Einsatz. Beim Turnier der Division II 2004 fiel die Entscheidung um den Aufstieg erst im letzten Spiel gegen die chinesische Nationalmannschaft, nachdem die Kroaten zuvor alle Partien gewonnen hatte. Eine 3:1-Führung nach dem zweiten Drittel reichte jedoch nicht, da China im Schlussabschnitt drei Tore schoss und mit 4:3 gewann. Am Ende blieb so nur der zweite Platz (32. Platz insgesamt). Im November 2004 scheiterte Martinović mit Kroatien in der ersten Runde der Qualifikation für die Olympischen Winterspiele 2006 in Turin.

### Trainerlaufbahn
Seit 2021 ist Siniša Martinović als Torwart- und Videotrainer beim Deutschen Eishockey-Bund (DEB) tätig, unter anderem für die U18- und U20-Nationalmannschaften. Im Februar 2024 wurde er von Bundestrainer Harold Kreis erstmals auch in das Trainerteam der A-Nationalmannschaft berufen.
Parallel dazu ist er auf Vereinsebene aktiv: In der Saison 2022/23 betreute er die Torhüter in der Nachwuchsabteilung der Kölner Haie, bevor er im Juli 2023 als neuer Torhüter- und Videocoach bei den Augsburger Panther vorgestellt wurde. Nachdem die Panther die Saison 2023/24 als Tabellenletzter abgeschlossen hatten, wurde er wie das gesamte Trainerteam entlassen.

## Erfolge und Auszeichnungen
- 2000 Aufstieg in die Oberliga mit dem EV Füssen
- 2009 Meister der 2. Bundesliga mit den Bietigheim Steelers
- 2009 Niedrigster Gegentorschnitt der 2. Bundesliga

### International
- 2004 Niedrigster Gegentorschnitt der Weltmeisterschaft der Division II, Gruppe A
- 2004 Beste Fangquote der Weltmeisterschaft der Division II, Gruppe A

## Karrierestatistik

### International
Vertrat Kroatien bei:
- Weltmeisterschaft 2001, Div. I
- Weltmeisterschaft 2002, Div. I
- Weltmeisterschaft 2003, Div. I
- Weltmeisterschaft 2004, Div. II
- Qualifikation Olympische Winterspiele 2006

(Legende zur Torhüterstatistik: GP oder Sp = Spiele insgesamt; W oder S = Siege; L oder N = Niederlagen; T oder U oder OT = Unentschieden oder Overtime- bzw. Shootout-Niederlage; Min. = Minuten; SOG oder SaT = Schüsse aufs Tor; GA oder GT = Gegentore; SO = Shutouts; GAA oder GTS = Gegentorschnitt; Sv% oder SVS% = Fangquote; EN = Empty Net Goal; 1 Play-downs/Relegation; Kursiv: Statistik nicht vollständig)

## Familie
Siniša Martinović ist der ältere Bruder von Saša Martinović, der ebenfalls professioneller Eishockeyspieler ist. Dieser begann ebenfalls in der Nachwuchsabteilung des EV Füssen mit dem Eishockey, spielt aber als Verteidiger. Der gemeinsame Neffe Jimmy Martinović gab im Jahr 2021 sein Debüt als Verteidiger in der DEL.